# Il signor Max
Il Signor Max («El señor Max» en italiano) es una película de comedia italiana de 1937 dirigida por Mario Camerini y protagonizada por Vittorio De Sica y Assia Noris.

## Argumento
Gianni es un vendedor de periódicos joven y pobre en Roma. Sin embargo, durante sus vacaciones se hace pasar por el conde Max Varaldo, un aristócrata. Una vez, en un crucero en Nápoles, conoce a Donna Paola, una esnob adinerada, y a su sirvienta Lauretta, una chica común y tímida. Después de intentar establecer una relación con Donna Paola, Gianni, decepcionado, decide dejar a su alter ego Max y proponerle matrimonio a Lauretta. Sin embargo, ahora Lauretta cree que él es un conde. Sucederá una serie de malentendidos humorísticos antes de que se aclaren las cosas.

## Reparto
- Vittorio De Sica como Gianni / Max Varaldo.
- Assia Noris como Lauretta.
- Rubi Dalma como Donna Paola.
- Umberto Melnati como Riccardo.
- Lilia Dale como Pucci (acreditada como Adonella).
- Virgilio Riento como Pepe.
- Mario Casaleggio como el tío Pietro.
- Caterina Collo como la tía Lucia.
- Ernesto Ghigi como Pierino.
- Romolo Costa como Comandante Baldi.
- Lilia Silvi como vendedora del huerto.
- Giuseppe Pierozzi como taxista.
- Albino Principe como Bubi Bonci.
- Clara Padoa como Jeanne, atleta en el tren.
- Luciano Dorcoratto como guía.
- Desiderio Nobile como el mayor.
- Armando Petroni como farmacéutico.
- Edda Soligo como niña en baile.
- Gianfranco Zanchi como el verdadero Max Varaldo.

## Recepción
Steven Ricci en Cinema and Fascism: Italian Film and Society, 1922-1943 afirmó que en la película «nacionalidad y clase convergen en el tema de los viajes internacionales».

## Adaptaciones
En 1957 se realizó un primer remake de la película bajo la dirección de Giorgio Bianchi titulado Il conte Max, con Alberto Sordi en el papel aquí interpretado por Vittorio De Sica, mientras que en 1991 Christian De Sica, el hijo de Vittorio, dirigió y actuó en un segundo remake de la película con el mismo título que la versión de 1957.